# Fußball in Kanada

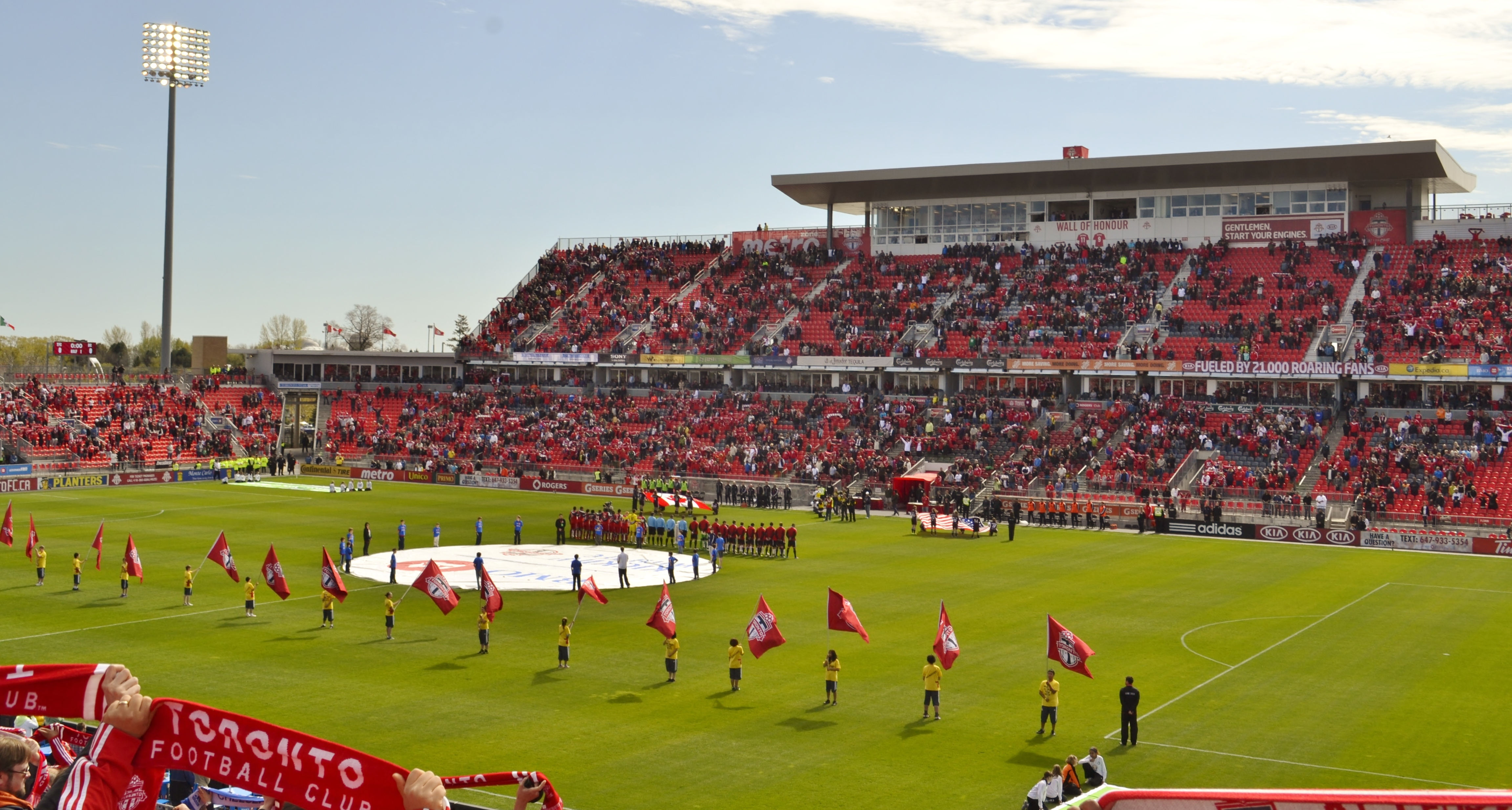
Das BMO Field in Toronto war das erste reine Fußballstadion in Kanada.

Fußball ist in Kanada der Sport mit den meisten aktiven Spielern. Profi-Vereine spielen in der Major League Soccer, der United Soccer League oder der Canadian Premier League. Der nationale Fußballverband, die Canadian Soccer Association, wurde im Jahr 1912 gegründet und ist auch seitdem Mitglied der FIFA sowie des Kontinentalverbands CONCACAF. In der FIFA-Weltrangliste befindet sich Kanada (Stand 6. November 2023) auf Platz 10 (Frauen) und Platz 45 (Männer).

## Geschichte und Erfolge
Das erste Fußballspiel in Kanada spielten 1876 der Toronto Lacrosse Club und der Carlton Cricket Club. Gespielt wurde nach den „London Association Rules“. 1904 gewann die kanadische Fußballmannschaft Galt FC aus Ontario Gold bei den Olympischen Sommerspielen in St. Louis.
Die bisher größten Erfolge der Nationalmannschaft der Männer waren der zweimalige Gewinn der CONCACAF Kontinentalmeisterschaft in den Jahren 1985 und 2000 sowie die Teilnahme an den Weltmeisterschaften 1986 in Mexiko und 2022 in Katar. Erfolgreicher ist die kanadische Frauen-Nationalmannschaft: sie gewann bisher ebenfalls zweimal die CONCACAF Kontinentalmeisterschaft (1998 und 2010), außerdem qualifizierte sie sich bereits acht Mal für die Weltmeisterschaften, wobei der größte Erfolg ein vierter Platz im Jahr 2003 war. Den größten bisherigen internationalen Erfolg für den kanadischen Fußballverband holte sie aber bei den olympischen Spielen in Tokio, als das Team um Trainerin Bev Priestman  nach einem Sieg im Elfmeterschießen gegen Schweden die Goldmedaille gewann.
Im Länderspielfußball besteht sowohl bei den Männern als auch bei den Frauen eine Rivalität zur Nationalmannschaft des Nachbarlandes USA. Kanadier verwenden für Fußball heute den Ausdruck Soccer, was eine Ableitung vom englischen Wort Association Football ist. In früheren Zeiten, insbesondere als Kanada noch ein britisches Dominion war, war eher der Ausdruck Football gebräuchlich.
Ein herausragender internationaler Erfolg im professionellen Vereinsfußball war der Gewinn sowohl des Supporter’s Shield als auch des MLS Cups durch den Toronto FC im Jahr 2017.

## Profivereine
Als 1971 die Toronto Metros und die Montreal Olympique der North American Soccer League (NASL) beitraten, etablierte sich in Kanada der professionelle Fußballsport. Es folgt eine Übersicht aller Profi-Vereine Kanadas:
| Team                   | Liga | Division | Stadion             | Beitritt | Trainer            |
| ---------------------- | ---- | -------- | ------------------- | -------- | ------------------ |
| Atlético Ottawa        | CPL  | 1        | TD Place Stadium    | 2020     | Mista              |
| Cavalry FC             | CPL  | 1        | ATCO Field          | 2019     | Tommy Wheeldon Jr. |
| FC Edmonton            | CPL  | 1        | Clarke Stadium      | 2019     | Jeff Paulus        |
| Forge FC               | CPL  | 1        | Tim Hortons Field   | 2019     | Bobby Smyrniotis   |
| HFX Wanderers FC       | CPL  | 1        | Wanderers Grounds   | 2019     | Stephen Hart       |
| Pacific FC             | CPL  | 1        | Starlight Stadium   | 2019     | Pa-Modou Kah       |
| Valour FC              | CPL  | 1        | IG Field            | 2019     | Rob Gale           |
| York United FC         | CPL  | 1        | York Lions Stadium  | 2019     | Jim Brennan        |
| CF Montréal            | MLS  | 1 (US)   | Saputo Stadium      | 2012     | Wilfried Nancy     |
| Toronto FC             | MLS  | 1 (US)   | BMO Field           | 2007     | Chris Armas        |
| Vancouver Whitecaps FC | MLS  | 1 (US)   | BC Place            | 2011     | Marc Dos Santos    |
| Toronto FC II          | USL1 | 3 (US)   | BMO Training Ground | 2015     | Laurent Guyot      |